# Thomas Ewing
Thomas Ewing, Sr. (28 tháng 12 năm 1789 - 26 tháng 10 năm 1871) là nhà chính trị, tác giả thuộc đảng Cộng hòa Quốc gia và đảng Whig, là người đến từ bang Ohio. Ông phục vụ trong Thượng viện Hoa Kỳ với tư cách là Bộ trưởng Bộ Tài chính và Bộ trưởng đầu tiên của Bộ Nội vụ. Ông là Bộ trưởng Nội vụ Hoa Kỳ đầu tiên (1849 - 1850), Bộ trưởng Tài chính Hoa Kỳ thứ 14 (1841) và Thượng nghị sĩ Hoa Kỳ từ Ohio (L1: 1831 - 1837; L2: 1850 - 1851). Ông được biết đến là cha nuôi (và sau đó cha rể) của danh tướng trong cuộc Nội chiến Hoa Kỳ, William Tecumseh Sherman.
Ewing được sinh ra tại West Liberty, bang Tây Virginia vào ngày 28 tháng 12 năm 1789, ông là con trai của cựu Chiến binh Cách mạng Hoa Kỳ George Ewing, mẹ của ông không rõ tên là gì. Sau khi học tại Đại học Ohio và đọc luật dưới Philemon Beecher, Ewing bắt hành nghề luật tại Lancaster, Ohio, năm 1816. Trong suốt cuộc đời, ông viết được bảy cuốn sách.

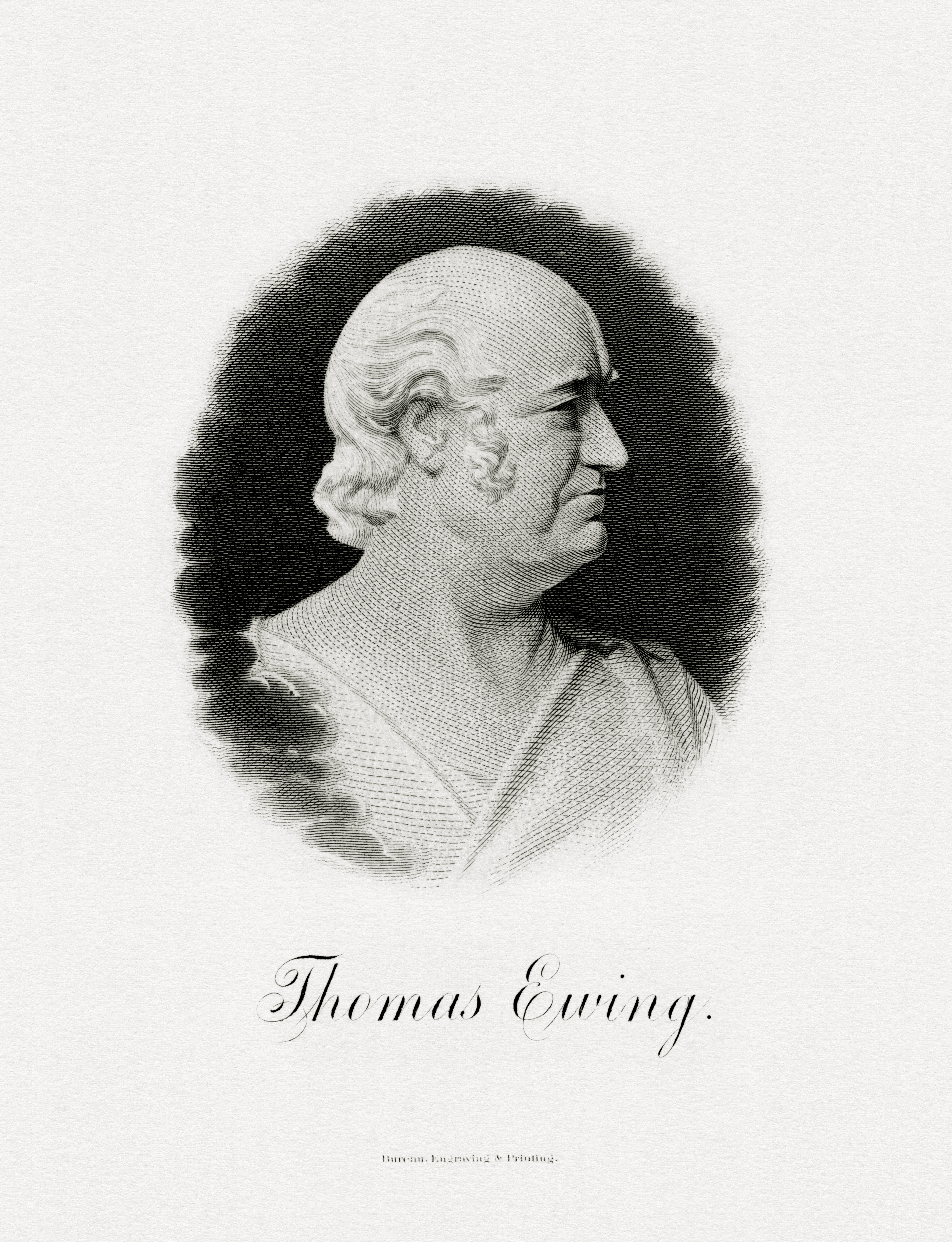
Thomas Ewing khi đang làm Bộ trưởng Ngân khố

Năm 1819, ông kết hôn với Maria Wills Boyle Ewing, con trai của họ là Thomas Ewing Jr., Đại biểu Quốc hội Hoa Kỳ và là sĩ quan chỉ huy quân đội.
Khi Thomas Ewing làm luật sư, ngoài ra ông được bầu làm Thượng nghị sĩ Hoa Kỳ hai lần, lần thứ nhất là từ năm 1831 đến năm 1837, và lần thứ hai là từ năm 1850 đến năm 1851.
Ngày 4 tháng 3 năm 1841, ông được tổng thống William Henry Harrison bổ nhiệm làm Bộ trưởng Ngân khố Hoa Kỳ và từ chức vào ngày 11 tháng 9 năm 1841, ông làm được 6 tháng 7 ngày. Tiếp theo, Tổng thống Zachary Taylor bổ nhiệm Ewing làm Bộ trưởng Nội vụ Hoa Kỳ đầu tiên, và chính ngày đó, chức vụ Bộ trưởng Nội vụ Hoa Kỳ được tạo ra. Ông qua đời vào ngày 26 tháng 10 năm 1871 ở tuổi gần 82 tại Lancaster, Ohio, Hoa Kỳ.
Trước khi qua đời vào ngày 26 tháng 10 năm 1871, Ewing đã được các thành viên còn sống sót cuối cùng của Harrison và Tyler. Tổng thống tương lai và Thống đốc Ohio Rutherford B. Hayes là một trong những người tại đám tang của ông. Ông được chôn cất tại nghĩa trang Saint Mary, Lancaster, Quận Fairfield, Ohio, Hoa Kỳ.